# ابوجندل بن سهیل
عاصی بن سهیل (به عربی: العاصی بن سهیل) معروف به ابوجَندَل از صحابه محمد پیامبر اسلام بود. 
او پسر سهیل بن عمرو از بزرگان قریش بود. او اولین کسی بود که بعد از عهدنامه حدیبیه به مکه بازگشت.

## درگذشت
اباجندل و عبدالله برادرش هر دو حافظ قران بودند و در جنگ انطاکیه به فرماندهی خالد بن ولید شهید شدند